# O Futuro da Palestina
O Futuro da Palestina, também conhecido como memorando de Samuel, foi um memorando enviado por Herbert Samuel ao Gabinete Britânico em janeiro e março de 1915, dois meses após a declaração de guerra britânica ao Império Otomano.
Foi a primeira vez num registro oficial que uma mobilização de apoio aos judeus foi proposta como medida de guerra. 

## Contexto
A Palestina foi discutida pela primeira vez no Gabinete Britânico em 9 de novembro de 1914, quatro dias após a declaração de guerra da Grã-Bretanha ao Império Otomano. David Lloyd George, então Chanceler do Tesouro, "referiu-se ao destino final da Palestina". O escritório de advocacia de Lloyd George, Lloyd George, Roberts and Co, havia sido contratado uma década antes pela Federação Sionista da Grã-Bretanha e Irlanda para trabalhar no Esquema de Uganda. Em uma discussão após a reunião com o Presidente do Conselho de Governo Local, Herbert Samuel, Lloyd George assegurou-lhe que "estava muito interessado em ver um estado judeu estabelecido na Palestina". Samuel descreveu então a posição sionista de forma mais completa numa conversa com o Secretário de Estado dos Negócios Estrangeiros, Edward Grey. Ele falou das aspirações sionistas para o estabelecimento de um estado judeu na Palestina e da importância de sua posição geográfica para o Império Britânico. As memórias de Samuel afirmam:
Mencionei que duas coisas seriam essenciais: que o estado fosse neutro, já que não seria grande o suficiente para se defender, e que fosse garantido o livre acesso dos peregrinos cristãos. ... Eu também disse que seria uma grande vantagem se o restante da Síria fosse anexado pela França, pois seria muito melhor para o estado ter uma potência europeia como vizinha do que a Turquia 
 Na mesma noite, o Primeiro-Ministro H. H. Asquith anunciou que o desmembramento do Império Turco havia se tornado um objetivo de guerra, em um discurso para o Banquete do Lord Mayor na Mansion House: "Foi o Governo Otomano, e não nós, que deu a sentença de morte do domínio otomano, não apenas na Europa, mas também na Ásia".

## Discussões a nível de gabinete
Em dezembro de 1914, Samuel conheceu Chaim Weizmann, que depois da guerra seria eleito presidente da Organização Sionista Mundial e, mais tarde, o primeiro presidente de Israel. Samuel era então membro do Gabinete Britânico em sua função de Presidente do Conselho de Governo Local. De acordo com as memórias de Weizmann, Samuel já era um fervoroso crente no sionismo e achou que as exigências de Weizmann eram muito modestas. Samuel não quis entrar em uma discussão detalhada de seus planos, mas mencionou que "talvez o Templo possa ser reconstruído, como um símbolo da unidade judaica, é claro, em uma forma modernizada".
Um estudo de caso diz que as memórias de Josiah Wedgwood confirmam as de David Lloyd George (apoiadas pelos Arquivos Nacionais) de que o primeiro encontro entre Lloyd George e Weizmann foi em agosto de 1915 embora observe que várias fontes se refiram a um encontro em dezembro de 1914 ou janeiro de 1915. (De acordo com Schneer, em 15 de janeiro de 1915, Weizmann e Samuel se encontraram na 11 Downing Street com Lloyd George  mas aponta como fonte o livro Trial and Error de Weizmann, que dá a data como 3 de dezembro de 1914. ) No final de janeiro, Samuel encaminhou o memorando ao Primeiro-Ministro H. H. Asquith e ao Ministro dos Negócios Estrangeiros Edward Grey para aprovação.
Lloyd George, que mais tarde seria primeiro-ministro na época da Declaração de Balfour, foi o único membro do gabinete fortemente a favor da proposta, de acordo com Asquith.

## O memorando
O memorando começa observando que a eclosão da Primeira Guerra Mundial seria uma oportunidade de  mudança "no status da Palestina". Aponta que provavelmente seria muito cedo para um estado judeu independente e que sua incorporação ao Império Britânico seria uma solução "muito bem-vinda para os líderes e apoiadores do movimento sionista ao redor do mundo".
O documento então relaciona cinco benefícios para o Império Britânico com tal estratégia. Eram eles:
1. Permitiria ao país “cumprir em outra esfera o seu papel histórico de civilizador dos países atrasados”.
2. Elevaria o prestígio do Império Britânico
3. Permitiria um resultado positivo da guerra para o Império Britânico sem despojar a Alemanha de suas colônias e, portanto, sem criar uma guerra de vingança
4. Melhoraria as defesas do Egito, agindo como uma fronteira forte
5. Conquistaria para a Inglaterra "a gratidão duradoura dos judeus em todo o mundo", incluindo 2 milhões de judeus nos Estados Unidos
As alternativas à anexação britânica foram então consideradas. A anexação francesa foi considerada "indesejável para os judeus", a internacionalização "colocaria o país sob uma mão morta", a anexação a um Grande Egito geraria complicações e deixar o país para a Turquia com garantias de colonização judaica provavelmente manteria a situação praticamente sem melhorias.

Samuel concluiu então observando que, embora uma Palestina Britânica não resolveria por si só a questão judaica na Europa, ela teria um efeito importante sobre "o caráter" dos judeus do mundo, enriquecendo assim o mundo. Samuel concluiu referindo-se a um famoso discurso parlamentar proferido por Thomas Babington Macaulay em 1833 durante a emancipação dos judeus britânicos
"Que um centro judaico seja estabelecido na Palestina; que ele alcance, como acredito que alcançaria, uma grandeza espiritual e intelectual; e insensivelmente, mas inevitavelmente, o caráter do judeu individual, onde quer que ele esteja, seria enobrecido. As associações sórdidas que se ligaram ao nome judeu seriam descartadas, e o valor dos judeus como elemento de civilização dos povos europeus seria realçado. O cérebro judeu é um produto fisiológico que não pode ser desprezado. Por quinze séculos, a raça produziu na Palestina uma sucessão constante de grandes homens - estadistas e profetas, juízes e soldados. Se um corpo for novamente dado no qual sua alma possa se alojar, ele poderá novamente enriquecer o mundo. Até que o escopo total seja concedido, como Macaulay disse na Câmara dos Comuns, "não presumamos dizer que não há gênio entre os compatriotas de Isaías, ou heroísmo entre os descendentes dos Macabeus."

## Reações
Segundo Friedman, a versão final de março ("como presumivelmente também a de janeiro") não foi discutida nem no Gabinete nem no Conselho de Guerra.
O Primeiro Ministro H. H. Asquith observou em 28 de janeiro sobre o primeiro rascunho:

"Eu acabei de receber de Herbert Samuel um memorando com o título 'The Future of Palestine'... Ele acha que podemos plantar neste território não muito promissor cerca de três ou quatro milhões de judeus europeus, e que isso teria um bom efeito sobre aqueles que ficaram para trás. Parece quase uma nova edição de Tancred atualizada...é uma ilustração curiosa da máxima favorita de Dizzy [Disraeli] de que “raça é tudo” descobrir que essa explosão quase lírica procede do cérebro bem ordenado e metódico de H.S."...— H. H. Asquith
e em março sobre a versão final:

"Acho que já me referi ao memorando ditirâmbico de Herbert Samuel, instando que, ao dividir os domínios asiáticos dos turcos, deveríamos tomar a Palestina, para a qual os judeus dispersos com o tempo retornariam de todos os cantos do globo e, no devido tempo, conquistariam o autogoverno. Curiosamente, o único outro partidário desta proposta é Lloyd George, que, não preciso dizer, não se importa nem um pouco com os judeus ou com o seu passado ou com o seu futuro, e acha que seria um ultraje deixar a Terra Santa passar para a posse ou proteção de uma 'França agnóstica e ateia'"— H. H. Asquith

Escrevendo anteriormente em 5 de fevereiro, Rufus Isaacs, 1º Marquês de Reading, observou que "[Lloyd-George estava] inclinado para o lado simpático – sua proposta apela às qualidades poéticas e imaginativas, bem como às românticas e religiosas de sua mente". O primo de Samuel e anti-sionista Edwin Montagu escreveu uma carta a Asquith em 16 de março de 1915:
"A Palestina por si só oferece pouca ou nenhuma atração à Grã-Bretanha do ponto de vista estratégico ou material"... "[A Palestina seria] incomparavelmente uma possessão mais pobre do que, digamos, a Mesopotâmia"... "Não consigo ver nenhum judeu que eu conheça cuidando de oliveiras ou pastoreando ovelhas"... "Não há raça judaica agora como um todo homogêneo. É bastante óbvio que os judeus na Grã-Bretanha estão tão distantes dos judeus no Marrocos ou dos judeus negros em Cochin quanto o inglês cristão está do pântano ou do hindu"... “Se ao menos os nossos povos…assumissem sua posição de não-conformistas, então o sionismo morreria obviamente e os judeus poderiam encontrar o seu caminho para a estima.”

### Livros
- Bowle, John (1957). Viscount Samuel: A Biography (em inglês). [S.l.]: Gollancz. 367 páginas
- Cassar, George H. (1994). Asquith As War Leader. [S.l.]: A&C Black. ISBN 978-1-85285-117-0
- Defries, Harry (2001). Conservative Party attitudes to Jews, 1900–1950. [S.l.]: Taylor & Francis. ISBN 978-0-87855-279-5
- Elath, Eliahu (1976). Zionism at the UN: A Diary of the First Days. [S.l.]: Jewish Publication Society of America. pp. 81–. ISBN 978-0-8276-0083-6
- Friedman, Isaiah (1973). The Question of Palestine: British-Jewish-Arab Relations, 1914–1918. [S.l.]: Transaction Publishers. ISBN 978-1-4128-3868-9
- Fromkin, David (1990). A Peace to End All Peace: The Fall of the Ottoman Empire and the Creation of the Modern Middle East. [S.l.]: Avon Books. ISBN 978-0-380-71300-4
- Huneidi, Sahar (2001). A Broken Trust: Sir Herbert Samuel, Zionism and the Palestinians. [S.l.]: I.B.Tauris. 84 páginas. ISBN 978-1-86064-172-5
- Kamel, Lorenzo (2015). Imperial Perceptions of Palestine: British Influence and Power in Late Ottoman Times. [S.l.]: British Academic Press. ISBN 978-1-78453-129-4
- Lewis, Geoffrey (2009). Balfour and Weizmann: The Zionist, the Zealot and the Emergence of Israel. [S.l.]: Bloomsbury Publishing. ISBN 978-1-4411-6469-8
- Macaulay, Thomas Babington (1910). Essay and speech on Jewish disabilities (em inglês). Edinburgo: Jewish Historical Society of England. 69 páginas
- Monroe, Elizabeth (1963). Britain's Moment in the Middle East, 1914-1956. [S.l.]: Johns Hopkins Press. 254 páginas. ISBN 9780701105808
- Rose, Norman (2010). A Senseless, Squalid War: Voices from Palestine, 1890s to 1948. [S.l.]: Pimlico. pp. 15–. ISBN 978-1-84595-079-8. (pede registo (ajuda))
- Samuel, Herbert Louis (2011). Grooves Of Change: A Book Of Memoirs. [S.l.]: Literary Licensing. 394 páginas. ISBN 9781258187996
- Schneer, Jonathan (2011). The Balfour Declaration: The Origins of the Arab-Israeli Conflict. [S.l.]: A&C Black. pp. 145–. ISBN 978-1-4088-0970-9
- Shindler, Colin (2008). A History of Modern Israel. [S.l.]: Cambridge University Press. ISBN 978-0-521-85028-5
- Weizmann, Chaim (1983). The Letters and Papers of Chaim Weizmann: August 1898-July 1931. [S.l.]: Transaction Publishers. ISBN 978-0-87855-279-5
- Weizmann, Chaim (1983). The Letters and Papers of Chaim Weizmann: August 1898-July 1931. [S.l.]: Transaction Publishers. ISBN 978-0-87855-279-5

### Periódicos
- Billauer, Barbara Pfeffer (17 de setembro de 2013). «Case-Studies in Scientific Statecraft: Chaim Weizmann and the Balfour Declaration - Science, Scientists and Propaganda». SSRN. 47 páginas. doi:10.2139/ssrn.2327350. (pede registo (ajuda))